# Galinki (Bartoszyce)
Galinki (deutsch Klein Gallingen) ist ein Ort in der polnischen Woiwodschaft Ermland-Masuren. Er gehört zur Gmina Bartoszyce (Landgemeinde Bartenstein) im Powiat Bartoszycki (Kreis Bartenstein (Ostpr.)).

## Geographische Lage
Galinki liegt in der nördlichen Mitte der Woiwodschaft Ermland-Masuren, 34 Kilometer südlich der früheren und heute auf russischem Hoheitsgebiet gelegenen Kreisstadt Friedland (russisch Prawdinsk) bzw. zwölf Kilometer südöstlich der heutigen Kreismetropole Bartoszyce (deutsch Bartenstein).

## Geschichte
In der Zeit nach 1820 wurde Klein Gallingen gegründet und gehörte zum Kreis Friedland (ab 1927: „Kreis Bartenstein“). Wie bei Arthurswalde (polnisch Kadyki) und Tingen (polnisch Tynga) handelte es sich bei Klein Gallingen um ein Vorwerk zum Gut Gallingen (polnisch Galiny). Im Jahre 1905 zählte Klein Gallingen 51 Einwohner. Mit Wirkung vom 30. September 1928 wurde es ein Wohnplatz der Landgemeinde Gallingen im Kreis Bartenstein.
In Kriegsfolge wurde 1945 Ostpreußen geteilt: der südliche Teil kam zu Polen. Klein Gallingen erhielt die polnische Namensform „Galinki“ und ist heute eine Siedlung (polnisch = „Osada“) in der Landgemeinde Bartoszyce (Bartenstein) im Powiat Bartoszycki (Kreis Bartenstein (Ostpr.)), von 1975 bis 1998 der Woiwodschaft Olsztyn, seither der Woiwodschaft Ermland-Masuren zugehörig.

## Religion
Christentum
Bis 1945 war Klein Gallingen in die evangelische Kirche Gallingen (polnisch Galiny) in der Kirchenprovinz Ostpreußen der Kirche der Altpreußischen Union, außerdem in die römisch-katholische Kirche St. Bruno in der Stadt Bartenstein (polnisch Bartoszyce) im damaligen Bistum Ermland eingepfarrt.
Heute gehört Galinki zur katholischen Pfarrkirche Galiny im jetzigen Erzbistum Ermland. Evangelischerseits ist Galinki in die Kirchengemeinde Bartoszyce, einer Filialgemeinde der Johanneskirche Kętrzyn (Rastenburg) in der Diözese Masuren der Evangelisch-Augsburgischen Kirche in Polen eingegliedert.

## Verkehr
Galinki liegt südlich einer Nebenstraße, die bei Galiny (polnisch Galiny) von der polnischen Landesstraße 57 (frühere deutsche Reichsstraße 128) und unweit von Gromki (Grommels) abzweigt und direkt in den Ort führt. Eine Anbindung an den Bahnverkehr besteht nicht.